# Carlo Giulietti
Carlo Giulietti (Casteggio, 13 novembre 1825 – Casteggio, 4 gennaio 1909) è stato uno storico italiano.
Avvocato, amministratore locale, filantropo, fu "uno dei più appassionati cultori di storia patria" della provincia di Pavia.

## Biografia
Carlo Giulietti, di famiglia distinta (fu suo nipote l'esploratore Giuseppe Maria Giulietti), si laureò in legge nel 1850, e per diciassette anni fu vicepretore di Casteggio. Tra il 1854 e il 1855 fu membro della commissione sanitaria, allorché dovette affrontare una grave epidemia di colera; fu poi sindaco del suo paese tra il 1856 e il 1860, anni assai travagliati (presso Casteggio si combatté la Battaglia di Montebello preceduta dall'occupazione austriaca). Dopo l'unità d'Italia fu membro del consiglio e della giunta provinciale di Pavia, presidente del Consorzio agrario di Voghera, delegato scolastico mandamentale. Fondò a Casteggio la Società operaia di mutuo soccorso e l'asilo infantile (che esiste tuttora e porta il suo nome).
Il suo contributo alla storia locale fu però non minore di quello dedicato all'attività amministrativa e filantropica, specialmente a partire dal 1888. Contribuì a salvare dalla probabile dispersione i numerosi reperti archeologici di Clastidium (la Casteggio romana) che proprio in quel periodo, espandendosi il borgo sull'area dell'emporium e della necropoli dell'antica città, venivano alla luce. Li raccolse in un museo privato, che fu visitato da insigni studiosi, destinandoli poi alle raccolte archeologiche dei Musei Civici di Pavia, di cui costituiscono non piccola parte (sala di Casteggio). Dalle sue ricerche sui documenti medievali e moderni conservati negli archivi locali, civili ed ecclesiastici, trasse una mole ingente di notizie che illustrò nei suoi lavori storici.

## Attività
Il fine dichiarato della sua attività storiografica non fu la ricerca pura ma (analogamente agli altri cultori di storia patria della sua epoca, come gli oltrepadani Antonio Cavagna Sangiuliani e Pietro Saglio, peraltro suoi amici ed estimatori)  suscitare l'amor patrio nei suoi concittadini, attraverso la conoscenza e l'esempio della storia. Io non sono di quelli che scrivono per iscrivere, ma per fare del bene, ebbe a dire. 
Per questo scrisse in uno stile colloquiale, evitando citazioni dotte, traducendo quasi sempre i testi latini, il che rende apparentemente modeste le sue opere. Certo non era uno storico di professione (come non lo furono gli altri storici locali della sua epoca, che fu peraltro la più feconda in quel genere di studi); eppure ebbe lode anche da parte di chi lo era (e citiamo anzitutto il Romano), per la mole dei documenti studiati, delle notizie pubblicate, ma anche per le "giudiziose osservazioni", la modernità della sua impostazione che dava ampio spazio alle notizie economiche e agli aspetti della vita quotidiana, l'obiettività che invece talora difetta agli storici locali per soverchio amor patrio.

## Opere principali
- Montebello nel Vogherese (1884-1889).
- Voghera oltre cento anni fa (1886, ripubblicato fino al 1907).
- Chiesa e confraternita di San Sebastiano in Casteggio (1887).
- Stradella, Spigolature storiche (1888).
- Casteggio. Notizie storiche. I - Le vie del paese (1890).
- Casteggio. Notizie storiche. II - Avanzi di antichità (1893).
- Notizie naturali e geologiche del territorio di Casteggio (1900).
- Notizie storiche di Casteggio e dintorni (2 volumi: I - medioevo; II - evo moderno) (1903-1905)